# Chaetocnema oblonga
Chaetocnema oblonga es un coleóptero de la familia Chrysomelidae. Fue descrita científicamente en 1990 por Lopatin.